# Wertfreiheit
Wertfreiheit ist eine wissenschaftstheorische Anforderung an Theorien oder Aussagen, nach der ihre Wahrheit unabhängig von ihrem normativen Gehalt sein soll. Stattdessen sollen formale Relationen und der empirische oder deskriptive Gehalt für die Güte und Geltung garantieren. Wissenschaftliche Theoreme sollen dabei unabhängig von Wertvorstellungen (Meinungen, Vorstellungen, Ideen, Idealen) sein, bzw. diese nicht voraussetzen.

## Idee der Wertneutralität
Das Ideal der Wertneutralität wird im Wissenschaftsprinzip oft auch  stillschweigend vorausgesetzt. Es wird unterstellt, dass für die Akzeptanz oder Ablehnung einer Theorie durch die scientific community die außerwissenschaftlichen, persönlichen oder gesellschaftlichen Normvorstellungen der Wissenschaftler nicht ausschlaggebend sind. Ein historischer Ausgangspunkt für diese Trennung war der britische Empirismus,  insbesondere David Humes Formulierung des Sein-Sollen-Fehlschlusses. Hume legte dar, dass es nicht möglich sei, logisch zwingend von reinen Faktenbeschreibungen auf Werturteile zu schließen. Damit war eine Normbegründung unter einer alleinigen Berufung auf Tatsachen (ohne weitere Sollens-Aussagen) unmöglich, insbesondere aus kosmologischen oder metaphysischen Annahmen. Vorausgesetzt ist darin bereits eine prinzipielle Verschiedenheit von Fakten- und Werturteilen vertreten. Diese Unterscheidung legt auch nahe, dass man von einem Werturteil nicht auf (unbekannte) Fakten in der Welt schließen kann.
Die bekannteste Formulierung einer Forderung nach Werturteilsfreiheit findet sich bei Max Weber, der sich damit gegen eine Vereinnahmung der Sozialwissenschaften für sozialreformerische ebenso wie sozialkonservative Bewegungen aussprach. Wissenschaftliche Theorien hätten das Ziel, Fakten in der Welt zu beschreiben, und für dieses Ziel seien Werturteile unerheblich. Anders formuliert: Für die Beantwortung der Frage „Was ist in der Welt der Fall?“ sei eine Beantwortung der Frage „Was sollte in der Welt der Fall sein?“ irrelevant.

## Kritik
Die These der Wertfreiheit ist in der Wissenschaftstheorie des 20. Jahrhunderts aus verschiedenen Perspektiven kritisiert worden. So wird unter Bezug auf die Wissenschaftsgeschichte und Wissenssoziologie häufig argumentiert, dass die Wissenschaften nicht nur de facto von Werturteilen durchzogen seien, sondern dass sich Wissenschaften gar nicht anders als wertgeladen denken lassen. Die Standards wissenschaftlicher Bewertung und die wissenschaftlichen Methoden seien immer von einem kulturellen Kontext geformt, der selbst wiederum Werturteile enthalte. Andere Argumente gegen die Wertfreiheitsthese sind wesentlich sprachphilosophisch motiviert. So ist etwa Hilary Putnam ein Vertreter der These, dass viele unverzichtbare Begriffe der Wissenschaften gleichermaßen beschreibend und bewertend seien.

## Wertfreiheit und Werturteilsfreiheit
Eine Unterscheidung von Wertfreiheit und Werturteilsfreiheit bietet für angewandte wissenschaftliche Fragestellungen eine wichtige Differenzierungsmöglichkeit. Beispielsweise sind die meisten Forschungen in den Agrarwissenschaften entweder direkt oder indirekt auf eine "bessere" Erzeugung landwirtschaftlicher Produkte gerichtet. Diese Forschungen finden daher in einem werthaft aufgeladenen Raum statt. Einkommensinteressen der Erzeuger, Fragen der Nahrungsmittelsicherheit und andere Interessen der Konsumenten sowie Schutz und Erhaltung der betroffenen Umweltgüter spielen regelmäßig eine Rolle für die Ausrichtung von individuellen Erkenntnisinteressen und Forschungsvorhaben wie für die Definition von umfangreichen Forschungsprogrammen. Dennoch ist es ein wissenschaftstheoretischer Standardanspruch an die empirischen Forschungsarbeiten, die Ermittlung der natur- oder sozialwissenschaftlichen Sachverhalte von deren Bewertung so weit wie möglich zu trennen. Entsprechende Arbeiten können dann zwar nicht als "wertfrei" bezeichnet werden, aber durchaus als "werturteilsfrei".